# Dicyema sullivani
Dicyema sullivani är en djurart som tillhör fylumet rhombozoer, och som beskrevs av Bayard Harlow McConnaughey 1949. Dicyema sullivani ingår i släktet Dicyema och familjen Dicyemidae. Inga underarter finns listade i Catalogue of Life.